# Reine Pélagie
Reine Pélagie est une chanteuse ivoirienne originaire du centre-ouest de la Côte d'Ivoire,  qui interprète du ziglibithy, musique née de la fusion de la tradition ivoirienne et des rythmes congolais, dont le précurseur fut Ernesto Djédjé disparu en 1983. 
Danon Félix, père biologique de la reine  ivoirienne est un homme bété (Ethnie ivoirienne). Il fut adopté par Siriki Camara, un homme guinéen qui le nomma Bakari Camara après sa conversion à l'Islam.

## Parcours musical
Reine Pélagie de son nom a l'état civil Kadiatou Fama Camara est née en 1961. Elle rejoint le rang des vedettes de la musique ivoirienne dès les années 1970.

## Discographie
- Widy
- Reine de feu
- La Souplesse de l'amour